# Nokia XR21
Nokia XR21 — захищений смартфон, розроблений HMD Global під брендом Nokia, який був представлений 3 травня 2023 року і є наступником Nokia XR20. 14 травня 2024 року HMD Global перевипустила Nokia XR21 під власним брендом як HMD XR21.
Nokia XR21 є першим смартфоном HMD Global, що виробляється в Європі.

## Дизайн
Передня панель виконана зі скла Corning Gorilla Glass Victus, задня панель — із протиударного полікарбонату, а рамка — із ударопоглинаючого термопластичного поліуретану (TPU). Смартфон має захист від вологи та пилу по стандарту IP68/IP69K та захист по стандарту MIL-STD-810.
Ззаду Nokia XR21/HMD XR21 схожий на Nokia X30.
Знизу розміщені слот під 2 SIM-картки, мікрофон, роз'єм USB-C та динамік, а зверху — другий мікрофон, кнопка червоного кольору для швидкого доступу до функцій  і 3.5 мм аудіороз'єм. Зліва розміщена ребриста кнопка швидкого доступу, коли справа — кнопки регулювання гучності та кнопка блокування, в яку вбудований сканер відбитків пальців.
Nokia XR21 продається в кольорах опівнічний чорний і сосновий зелений, коли HMD XR21 доступний тільки в кольорі опівнічний чорний.

## Технічні характеристики

### Платформа
Смартфон, як і Nokia X30, отримав процесор Qualcomm Snapdragon 695 5G з графічним процесором Adreno 619.

### Батарея
Батарея отримала об'єм 4800 мА·год та підтримку швидкої зарядки потужністю 33 Вт. Також присутня підтримка технологій швидкого заряджання Quick Charge 3.0 та Power Delivery 2.0

### Камера
Смартфон отримав основну подвійну камеру із ширококутним об'єктивом на 64 Мп з діафрагмою f/1.8 та фазовим автофокусом і надширококутним об'єктивом на 8 Мп з діафрагмою f/2.2. Також пристрій отримав фронтальну камеру на 16 Мп з діафрагмою f/2.4. Основна та передня камери вміють записувати відео в роздільній здатності 1080p@30fps.

### Екран
Екран IPS LCD, 6,49", FHD+ (2400 × 1080) зі співвідношенням сторін 20:9, щільністю пікселів 406 ppi, частотою оновлення 120 Гц та круглим вирізом під фронтальну камеру, що розміщений зверху в центрі.

### Звук
Пристрій отримав два мультимедійні динаміки, що утворюють стереопару. Роль другого динаміка виконує розмовний динамік.

### Пам'ять
Смартфон продається тільки в конфігурації із 6 ГБ оперативної пам'яті типу LPDDR4X і 128 ГБ пам'яті постійного зберігання типу UFS 3.0.

### Програмне забезпечення
Nokia XR21 був випущений на Android 12, а HMD XR21 — на Android 13. Обидві моделі були оновлені до Android 14.

## Nokia XR21 Limited Edition
В честь початку виробництва смартфонів в Європі, а точніше в Угорщині, HMD Global  представила лімітоване видання Nokia XR21 під назвою Nokia XR21 Limited Edition, яке відрізняється коробкою, кольором матова платина (сріблястий камуфляж на задній панелі, чорна рамка та острівець камери) і гравіруванням «LIMITED EDITION [номер екземпляру]/50 MADE IN EUROPE». Всього було випущено 50 таких смартфонів, з яких лише 30 були доступні до придбання за ціною 699€/599£.